# 페레야슬라블 공국
페레야슬라블 공국(우크라이나어: Переяславське князівство, 러시아어: Переяславское княжество)은 988년부터 1239년까지 오늘날 우크라이나의 페레야슬라우 지역에 존속했던 류리크 왕조 출신의 공후가 다스리던 루스 공국이다. 키예프 루스가 여러 공국으로 분열될 때 성립된 루스인들의 군소 공국들 중 하나이며, 1239년에 몽골의 침략으로 붕괴되었다.